# Frații Coen
Joel David Coen (n. 29 noiembrie 1954) și Ethan Jesse Coen (n. 21 septembrie 1957), cunoscuți profesional ca frații Coen, sunt doi renumiți regizori, scenariști și producători de film americani, câștigători a 4 premii Oscar. Cei doi frați își produc și regizează filmele împreună, având viziuni aproape identice asupra diferitelor momente din filme. Filmele lor au mai fost premiate la Festivalul de Film de la Cannes în 1991, în 1996 și în 2013, ultima oară obținând Marele premiu pentru pelicula Inside Llewyn Davis..
În prezent, cei doi cunoscuți cineaști locuiesc în New York.

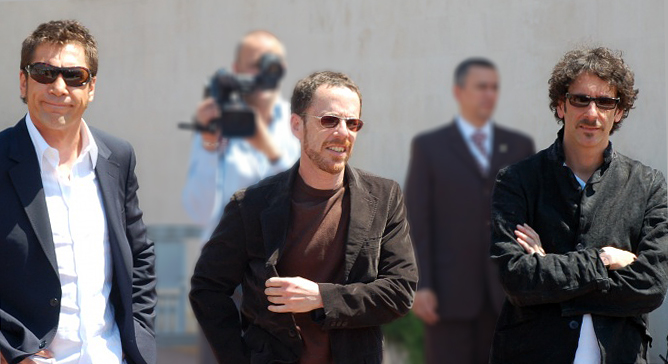
Frații Coen cu Javier Bardem la Festivalul de Film de la Cannes.

## Filmografie
| An    | Film                                      | Scenarist                                            | Regizor          | Oscar        | Oscar  | Globul de Aur | Globul de Aur | BAFTA        | BAFTA  |
| An    | Film                                      | Scenarist                                            | Regizor          | Nominalizare | Câștig | Nominalizare  | Câștig        | Nominalizare | Câștig |
| ----- | ----------------------------------------- | ---------------------------------------------------- | ---------------- | ------------ | ------ | ------------- | ------------- | ------------ | ------ |
| 1984  | Blood Simple                              | Joel & Ethan                                         | Joel             |              |        |               |               |              |        |
| 1985  | Crimewave                                 | Joel, Ethan, & Sam Raimi                             | Sam Raimi        |              |        |               |               |              |        |
| 1987  | Raising Arizona                           | Joel & Ethan                                         | Joel             |              |        |               |               |              |        |
| 1990  | Miller's Crossing                         | Joel & Ethan                                         | Joel             |              |        |               |               |              |        |
| 1991  | Barton Fink                               | Joel & Ethan                                         | Joel             | 3            |        | 1             |               |              |        |
| 1994  | The Hudsucker Proxy                       | Joel, Ethan, & Sam Raimi                             | Joel             |              |        |               |               |              |        |
| 1996  | Fargo                                     | Joel & Ethan                                         | Joel             | 7            | 2      | 4             |               | 6            | 1      |
| 1998  | The Big Lebowski                          | Joel & Ethan                                         | Joel             |              |        |               |               |              |        |
| 1998  | The Naked Man                             | J. Todd Anderson & Ethan                             | J. Todd Anderson |              |        |               |               |              |        |
| 2000  | O Brother, Where Art Thou?                | Joel & Ethan                                         | Joel             | 2            |        | 2             | 1             | 5            |        |
| 2001  | The Man Who Wasn't There                  | Joel & Ethan                                         | Joel             | 1            |        | 3             |               | 1            | 1      |
| 2003  | Intolerable Cruelty                       | Robert Ramsay, Matthew Stone Joel & Ethan            | Joel             |              |        |               |               |              |        |
| 2004  | The Ladykillers                           | Joel & Ethan                                         | Joel & Ethan     |              |        |               |               |              |        |
| 2006  | Paris, je t'aime: "Tuileries" segment     | Joel & Ethan                                         | Joel & Ethan     |              |        |               |               |              |        |
| 2007  | Chacun son cinéma: "World Cinema" segment | Joel & Ethan                                         | Joel & Ethan     |              |        |               |               |              |        |
| 2007  | No Country for Old Men                    | Joel & Ethan                                         | Joel & Ethan     | 8            | 4      | 4             | 2             | 9            | 3      |
| 2008  | Burn After Reading                        | Joel & Ethan                                         | Joel & Ethan     |              |        | 2             |               | 3            |        |
| 2009  | A Serious Man                             | Joel & Ethan                                         | Joel & Ethan     | 2            |        | 1             |               | 1            |        |
| 2010  | True Grit                                 | Joel & Ethan                                         | Joel & Ethan     | 10           |        |               |               | 8            | 1      |
| 2012  | Gambit                                    | Joel & Ethan                                         | Michael Hoffman  |              |        |               |               |              |        |
| 2013  | Inside Llewyn Davis                       | Joel & Ethan                                         | Joel & Ethan     | 2            |        | 3             |               | 3            |        |
| 2014  | Unbroken                                  | Joel & Ethan, Richard LaGravenese, William Nicholson | Angelina Jolie   |              |        |               |               |              |        |
| 2015  | Bridge of Spies                           | Joel & Ethan, Matt Charman                           | Steven Spielberg |              |        |               |               |              |        |
| 2016  | Hail, Caesar!                             | Joel & Ethan                                         | Joel & Ethan     |              |        |               |               |              |        |
| Total | Total                                     | Total                                                | Total            | 33           | 6      | 20            | 3             | 36           | 6      |